# Ordine del Dragone Blu
L'Ordine del Dragone Blu era un ordine cavalleresco dell'Impero cinese.

## Storia
L'Ordine del Trono imperiale venne creato il 20 marzo 1911 dal principe reggente Chun in nome del figlio, l'Imperatore Pu Yi, all'epoca minorenne.
Esso venne creato per ricompensare ufficiali civili e militari particolarmente meritevoli. Assieme agli altri ordini aventi per tema il sacro simbolo del dragone, questa onorificenza costituì una delle ultime onorificenze create dalla Cina imperiale.

## Gradi
L'Ordine disponeva di otto gradi di benemerenza:
- I classe: limitato ai principi di sangue di IV e V rango, e soprattutto conferito a ufficiali civili e militari di I rango
- II classe: ufficiali di II rango
- III classe: ufficiali di III rango
- IV classe: ufficiali di IV rango
- V classe: ufficiali di V rango
- VI classe: ufficiali di VI rango
- VII classe: ufficiali di VII rango
- VIII classe: ufficiali di VIII rango